# Тонгулах
Тонгулах (рос. Тонгулах) — селище у Гірському улусі Республіки Сахи Російської Федерації.
Населення становить 10  осіб. Належить до муніципального утворення Малтанінський наслег.

## Історія
Згідно із законом від 30 листопада 2004 року органом місцевого самоврядування є Малтанінський наслег.

## Населення
| 2002 | 2010 |
| ---- | ---- |
| 11   | ↘10  |